# 明石市立藤江小学校
明石市立藤江小学校（あかししりつ ふじえしょうがっこう）は、兵庫県明石市藤江にある公立小学校。愛称・略称は「藤江小」（ふじえしょう）。2022年度（令和4年度）現在の児童数は844名となっている。

## 沿革
- 1887年（明治20年）4月16日 - 龍泉寺にニ江簡易小学校を開校
- 1891年（明治24年）4月16日 - ニ江簡易尋常小学校と改称
- 1892年（明治25年）6月1日 - 藤江簡易尋常小学校と改称
- 1900年（明治33年）3月8日 - 明石郡林崎第二尋常小学校と改称
- 1912年（明治45年）3月27日 - 明石郡林崎第二尋常高等小学校と改称
- 1939年（昭和14年）5月18日 - 川崎航空機工業 明石工場（現 川崎重工業 明石工場）の建設予定地に[2]あたった林崎第二尋常高等小学校を廃して藤江小学校・鳥羽小学校に分離移転。明石郡林崎村立藤江尋常高等小学校と呼称（創立）
- 1941年 （昭和16年）4月1日 - 林崎村立藤江国民学校と改称
- 1942年 （昭和17年）2月11日 - 市村合併により明石市立藤江国民学校と改称
- 1947年 （昭和22年）4月1日 - 学校教育法施行により、明石市立藤江小学校に改称
- 1969年 （昭和44年）3月31日 - 屋内運動場兼講堂竣工
- 1970年 （昭和45年）7月10日 - プール竣工
- 1971年 （昭和46年）3月17日 - 鉄筋校舎12教室完成（中校舎）
- 1978年 （昭和53年）8月25日 - 鉄筋校舎12教室完成（南校舎）
- 1990年 （平成2年）3月31日 - プール竣工
- 1994年 （平成6年）4月1日 - 障害児学級開設[3]
- 1995年（平成7年）1月17日 - 兵庫県南部地震発生。体育館天井落下、校舎壁面亀裂・破損、避難所開設
- 1996年（平成8年）5月27日 - 体育館震災復旧工事終了
- 2004年（平成16年）7月1日 - 藤江小学校ホームページ開設
- 2008年（平成20年）12月 - 北校舎耐震工事終了
- 2009年（平成21年）12月 - 中校舎耐震工事終了
- 2010年（平成22年）4月 - 体育館棟耐震工事開始
- 2011年（平成23年）2月 - 体育館棟耐震工事終了

## 通学区域・進路状況
- 明石市
  - 林崎町3丁目、松江、別所町、東藤江1丁目・2丁目、藤が丘1丁目（一部）、藤が丘2丁目（一部）、藤江（一部）[4]。
- ほとんどの児童は明石市立望海中学校へ進学するが、国私立中学校へ進学する児童もいる。

## 校舎
- 北校舎・中校舎・南校舎・体育館の4つの建物から成る。
- 専科の授業などはプレハブ校舎で行っている。

## 交通
- JR西日本西明石駅から1.1キロメートル
- 山陽電鉄藤江駅から850メートル
- 明石駅より神姫バス 藤江小学校前バス停下車

## 出身者
- 大久保悟（元サッカー選手）
- 出口若武（将棋棋士）

## 通学区域が隣接している学校
- 明石市立林小学校
- 明石市立貴崎小学校
- 明石市立花園小学校
- 明石市立大久保小学校
- 明石市立大久保南小学校
- 明石市立谷八木小学校